# Máximo Arnáiz
Máximo Arnáiz Bonilla (15 de diciembre de 1907, Villafranca Montes de Oca, Burgos, España- Madrid 14 de agosto de 1979), fue un baloncestista español conocido por ser uno de los fundadores en 1931 del Real Madrid Basket-Ball, y ser uno de los primeros internacionales de la selección nacional.
Pionero del baloncesto español, fue uno de los que el 15 de abril de 1935 disputaron el primer partido oficial de la selección española, siendo sin embargo su única presencia con «la roja».

## Trayectoria
El 8 de marzo de 1931 surgió el Real Madrid Basket-Ball, siendo Arnáiz uno de sus primeros integrantes y fundadores.
En agosto de 1931 el Real Madrid obtuvo su primer título, el trofeo Chapultepec, formando la plantilla Ángel Cabrera, Middleman, Máximo Arnáiz, Villate y Ortega
En abril de 1933 formó parte de la selección de Madrid que se enfrentó a la selección de Lisboa en la antigua plaza de toros de Goya.
Contribuyó a la conquista del primer gran título del club, el Campeonato de Castilla que se ganó en la temporada 1932-33.
Tras su carrera como jugador pasó a ser el técnico del equipo durante la temporada 1934-35, en la que el equipo se encontraba en transición con la baja de varios de sus jugadores más notables, y terminó en tercera posición del Campeonato de Castilla.
Durante muchos años fue delegado del equipo de baloncesto, manteniendo siempre la relación.

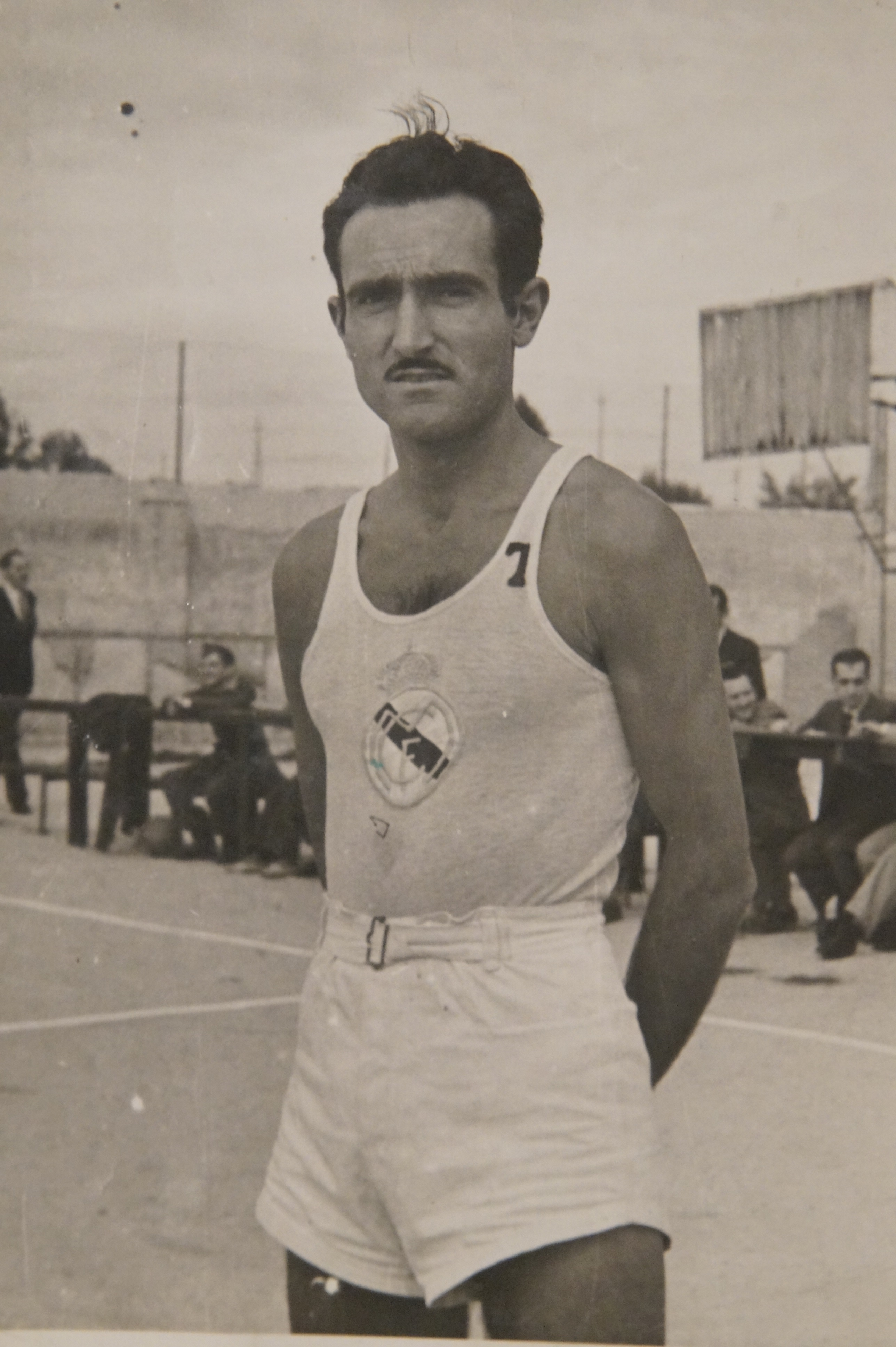
Máximo en el Real Madrid, 1942 aprox

## Selección
Pese a contar con una única presencia en la selección absoluta, fue uno de los integrantes que vencieron la plata en el Europeo de 1935 de Suiza tras perder la final contra Letonia.